# Escravidão na Roma Antiga
A Escravidão na Roma Antiga implicava uma quase absoluta redução nos direitos daqueles que ostentavam essa condição, convertidos em simples propriedades dos seus donos. Teve papel importante na sociedade e na economia. Escravos não qualificados ou de baixa habilidade trabalhavam nos campos, minas e fábricas com poucas oportunidades de progresso e pouca chance de liberdade. Escravos habilidosos e educados, incluindo artesãos, chefs, funcionários domésticos e assistentes pessoais, artistas, gestores de negócios, contadores e banqueiros, educadores em todos os níveis, secretários e bibliotecários, funcionários públicos e médicos, ocupavam um estrato mais privilegiado de servidão e podiam aspirar à liberdade por meio de diversos caminhos bem definidos, com proteções legais. A possibilidade de alforria e subsequente cidadania era uma característica distintiva do sistema de escravidão de Roma, resultando num número significativo e influente de libertos na sociedade romana.
Em todos os níveis de ocupação, trabalhadores livres, os escravizados e ex-escravizados em geral desempenhavam em grande parte os mesmos tipos de trabalhos. Os romanos da elite, cuja riqueza vinha da posse de propriedades, viam pouca diferença entre a escravidão e a dependência de salários provenientes do trabalho. Os escravos eram considerados propriedade conforme a lei romana e não tinham direitos de personalidade jurídica. Ao contrário dos cidadãos romanos, por lei, eles podiam ser submetidos a castigos corporais, exploração sexual, tortura e execução sumária. As formas mais brutais de punição eram reservadas para os escravos. A adequação de sua alimentação, moradia, vestuário e cuidados de saúde dependia de sua utilidade percebida pelos proprietários, cujos impulsos poderiam ser cruéis ou, situacionalmente, humanitários.
Algumas pessoas nasceram em escravidão como filhos de uma mãe escravizada. Outras tornaram-se escravas. Cativos de guerra eram considerados legalmente escravizados e as expansões militares romanas durante a era Republicana era uma importante fonte de escravos. Do século II a.C. até a Antiguidade Tardia, sequestros e pirataria colocavam pessoas nascidas livres em risco de escravização ilegal em toda a região do Mediterrâneo, sendo os filhos de famílias pobres especialmente vulneráveis. Embora uma lei tenha sido aprovada para proibir a escravidão por dívida muito cedo na história de Roma, algumas pessoas se vendiam na escravidão contratual para escapar da pobreza. O comércio de escravos, levemente taxado e regulamentado, prosperava em todas as partes do Império Romano e além de suas fronteiras.
Na antiguidade, a escravatura era vista como a consequência política do domínio de um grupo sobre outro e pessoas de qualquer raça, etnia ou local de origem podiam tornar-se escravas, incluindo romanos nascidos livres. A escravidão era praticada em todas as comunidades do Império Romano, inclusive entre judeus e cristãos. Mesmo as famílias modestas poderiam esperar ter até dois ou três escravos. Um período de rebeliões de escravos chegou ao fim com a derrota de Espártaco em 71 a.C.; as revoltas de escravos tornaram-se raras na era Imperial, quando a fuga individual era uma forma mais persistente de resistência. A caça a escravos fugitivos era a forma mais concentrada de policiamento no Império Romano.
O discurso moral sobre a escravidão estava majoritariamente preocupado com o tratamento dispensado aos escravos. Pontos de vista abolicionistas eram praticamente inexistentes na sociedade antiga. Inscrições feitas por escravos e libertos, assim como a arte e a decoração de suas casas, oferecem vislumbres de como eles se viam. Alguns escritores e filósofos da era romana eram ex-escravos ou filhos de libertos. Alguns estudiosos fizeram esforços para imaginar mais profundamente as experiências vividas pelos escravos no mundo romano através de comparações com o tráfico atlântico de escravos, mas nenhum retrato do escravo romano "típico" emerge da ampla gama de trabalhos realizados por escravos e libertos, e das complexas distinções entre seus status sociais e legais.

## Demografia e origem dos escravos

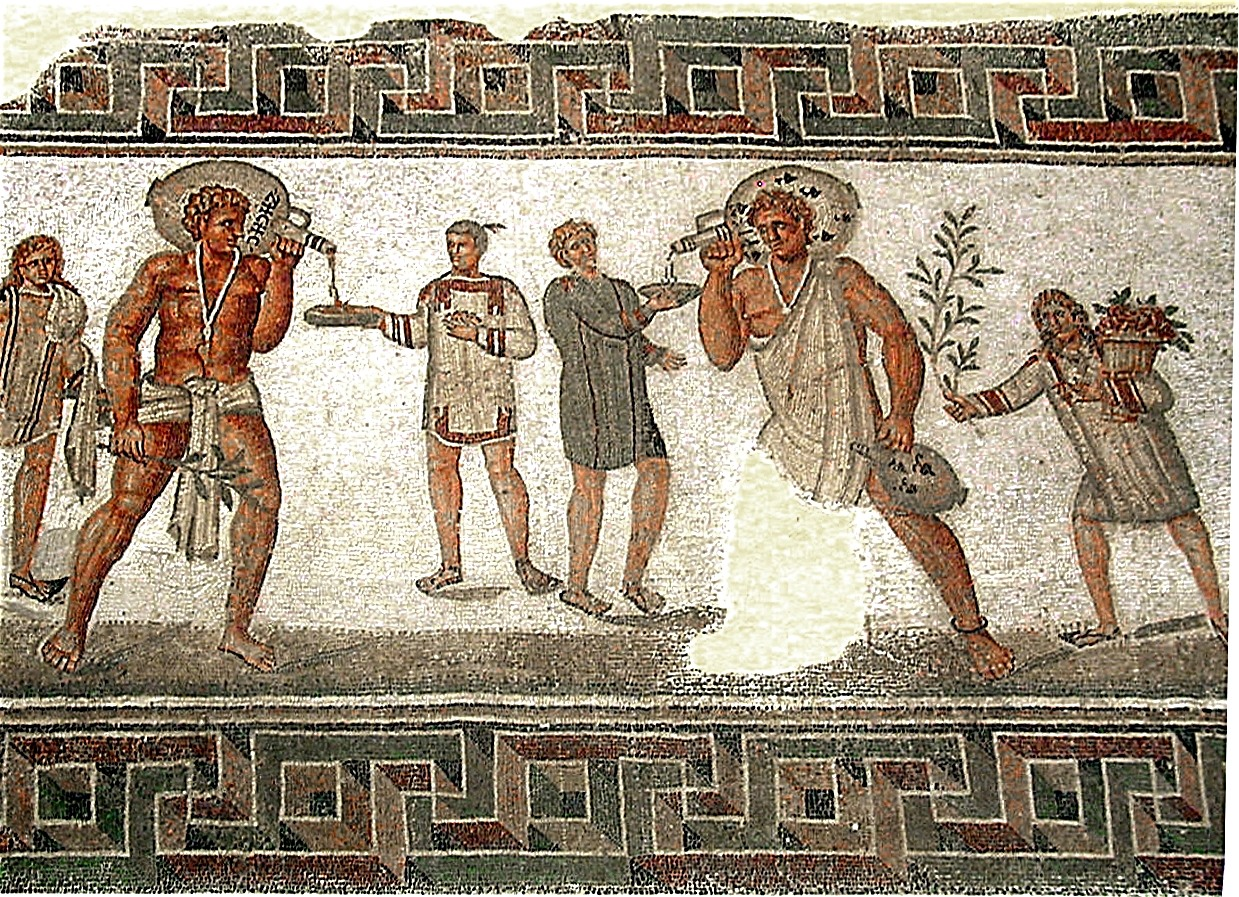
Mosaico romano de Duga, Tunísia (século II): os dois escravos carregando jarras de vinho usam vestimenta típica de escravos e amuleto contra mau-olhado no pescoço. O jovem escravo à esquerda carrega água e toalhas, e o da direita carrega um cesto de flores

As estimativas em relação à proporção de escravos na população do Império Romano são variáveis. A porcentagem da população da Itália que vivia como escrava varia de 30 a 40 por cento no século I a.C., totalizando de dois a três milhões de escravos até o final do século I a.C., entre 35%-40% da população italiana da época. Para o Império Romano como um todo, a população escrava foi estimada em cerca de cinco milhões, representando entre 10- 15% da população total. Estima-se que 49% de todos os escravos eram de propriedade da elite, que compunha menos de 1,5% da população do império. Cerca de metade de todos os escravos trabalhavam no campo e o restante nas cidades.
Na Roma Antiga, a escravidão não era baseada na raça, como se achavam a um certo tempo atrás, por mais que haviam escravos negros entre os escravos do Império Romano (ver: Escravidão branca). Os escravos eram capturados por toda a Europa e na região do Mediterrâneo, incluindo povos celtas, germânicos, trácios, eslavos, cartagineses e um pequeno grupo de etíopes no Egito Romano. Até o século I a.C., o costume impedia a escravização de cidadãos romanos e italianos que viviam na Gália Cisalpina, mas antes disso muitos italianos do sul e do centro da Itália foram escravizados após serem conquistados. Na Itália, a maioria dos escravos eram itálicos.

## Regras

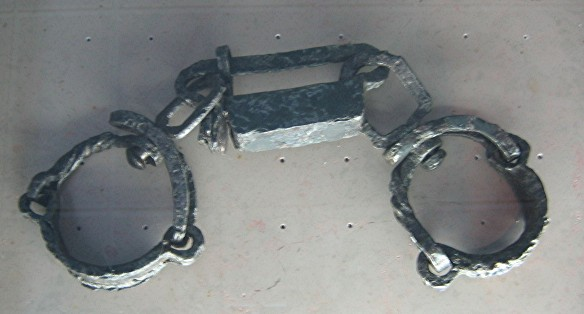
Travas de escravo
Museu da civilização céltica, Bibrate

Um escravo era um bem que era possuído, despojado de todo direito.  O dono possuía o direito sobre a sua vida e a sua morte. O termo "manus" simbolizava o domínio do dono sobre o escravo, do mesmo modo que o domínio do marido sobre a sua esposa. A sua condição real era porém variável, segundo a proximidade do amo: os escravos agrícolas dos villae ou das minas eram muito mal-tratados; os escravos domésticos (ancillae) que viviam com a família eram mais favorecidos e muito com frequência libertos após um certo período.
O status social de um homem era medido em função do número de escravos que possuía. O preço do escravo variou muito segundo as épocas e os lugares, mas situava-se, de média, por volta de 2000 sestércios ; o seu sustento aproximava-se aos 310 sestércios por ano. Toda criança nascida de mulher escrava tornava-se também escravo.
Os escravos trabalhavam todos os dias salvo durante as festividades das saturnais de dezembro e os compitais de janeiro.

### Emancipação
Na Roma Antiga, um liberto (latim:libertus ou libertinus) era um antigo escravo que tinha sido emancipado pelo seu amo. Convertia-se num homem quase livre: não tinha todos os direitos do homem livre, permanecia "cliente". As suas crianças seriam totalmente livres.

### Converter-se em escravo
Convertia-se em escravo por dívida, como prisioneiro de guerra, por atos de pirataria ou por mau comportamento cívico.
Uma criança nascida de escrava tornava-se também escrava. Um escravo nascido na morada do seu dono era chamado verna.

## Período da República Romana

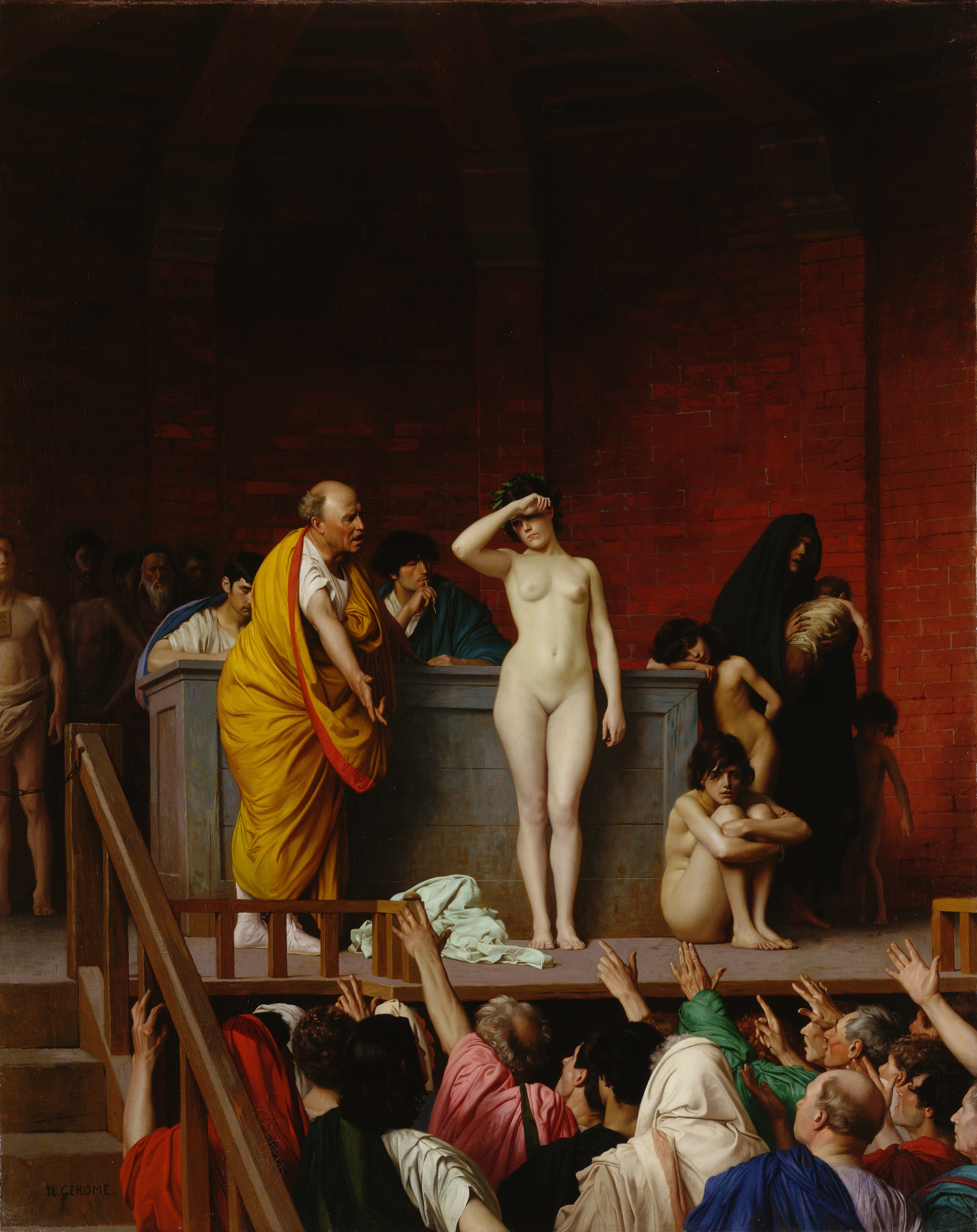
Mercado dos escravos,
de Jean-Léon Gérôme, c. 1884, Museu Hermitage, São Petersburgo

Até o século III, os Romanos podiam tornar-se escravos por dívidas, isto era o nexo (em latim: nexum). Até a sua abolição, este tipo de escravização provocava o descontentamento da plebe. O escravo romano é descrito por Plauto como um membro da família.
O forte aumento do número dos escravos prisioneiros de guerra (o seu número passou a 15 ou 20% no século II a.C.) e a sua integração nos latifúndios, transformam-nos em homens-máquinas como descreveu Catão o Velho.
Todas as campanhas militares traduziam-se na importação de uma grande quantidade de escravos, às vezes toda a população vencida, como ocorreu durante a destruição de Cartago em 146 a.C.
O escravo romano é ambivalente: era ao mesmo tempo homem e mercadoria. O seu valor monetário era um incentivo para o amo, a fim de cuidá-lo para que o seu investimento fosse rentável. Assim mesmo, tinha deveres para com ele: alimentá-lo, vesti-lo e alojá-lo. As privações eram os castigos mais correntes, mas os golpes, as mutilações, ou até mesmo, em certas épocas, a morte, podiam ser praticados com impunidade. Catão o Velho, que os seus contemporâneos consideravam como rígido, até mesmo excessivo, dizia: "o escravo deve trabalhar ou dormir".
A situação do escravo romano varia segundo a sua dedicação:
- o escravo rural executava os trabalhos agrícolas, e vivia em condições penosas, sobretudo nas grandes propriedades agrícolas. As revoltas de escravos no período republicano foram chamadas de Guerras Servis, e marcaram as regiões de agricultura intensiva: Sicília, Campânia. A revolta mais célebre foi a do gladiador Espártaco em 73 a.C.. Espártaco venceu  vários exércitos romanos antes ser vencido. A repressão feroz desta revolta serviu de exemplo dissuasório a futuros amotinados.
- Os escravos nas minas eram os mais maltratados.[9]
- O escravo de cidade era geralmente o mais favorecido. Nas casas modestas, alguns escravos eram próximos do amo e formavam parte aproximadamente da família. Nas grandes casas (domus), as tarefas numerosas e variadas permitiam uma especialização, distinguindo dos trabalhos " nobres " (magister): secretário, contável, pedagogo, etc; e os trabalhos menores (minister). Muitos escravos gregos eram preceptores. A prostituição, pouco evocada pelos historiadores, era uma realidade constatada, por exemplo em Pompeia pelos grafites e os lupanares.
- O escravo público (servido publici) pertencia ao Estado. Realizava tarefas de interesse geral, e trabalhava para os serviços municipais: a sua situação variava dependendo de que se dedicasse à limpeza, ao serviço dos edifícios públicos, ou ao contrário nas tarefas da administração. No mais baixo da escala, os escravos das minas eram os verdadeiramente forçados.

Os romanos da república conheciam um sistema incentivador para o escravo: mediante o peculium, poupança que realiza o escravo sobre os lucros de uma atividade, com frequência artesanal ou comercial; o peculium pertencia ao amo, mas o escravo o dispunha de prazos para recomprar a sua liberdade.

## Período do principado

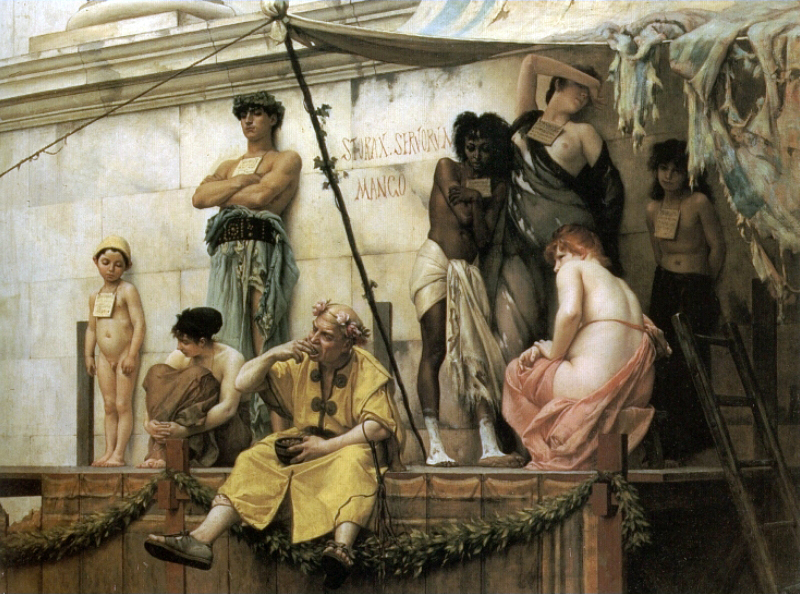
O mercado dos escravos,
de Gustave Boulanger, c. 1882

As leis romanas evoluíram com o tempo, e por volta do século I a.C. o amo perdeu o direito sobre a vida e morte dos seus escravos. Sob o Império Romano, as leis melhoraram a situação dos escravos, certos maus tratos foram postos fora da lei e duramente condenados, foi proibido igualmente revender um escravo velho. As condições do escravo rural melhoraram ligeiramente (não ocorreu mais nenhuma guerra servil) porque o aprovisionamento massivo escravos durante os grandes conflitos esgotou-se. A cidade de Roma contava provavelmente com vários centos de milhares de escravos.
Distingue-se uma nova categoria de escravos, os escravos imperiais. Propriedade do imperador, trabalhavam as suas propriedades e serviam nos palácios, bem como na administração de Estado, quer como escravo ou como liberto.
Segundo Marc Ferro, havia de 2 a 3 milhões de escravos na província da Itália, ou seja, por volta de 30% da população no começo do principado.
A possibilidade de se tornar liberto oferecia uma esperança de saída da condição de escravo. Chegou a ser usual nas grandes casas que o amo liberasse, no seu testamento, uma parte da servidão. A prática da libertação no período imperial romano era corrente, até o ponto de ser criado sob Augusto um imposto sobre os libertos e uma limitação do número de libertos concedidos por testamentos 
As primeiras leis protegendo-os chegaram com Adriano. A sua condição melhorou pouco a pouco, sobretudo sob a influência do estoicismo.

## Baixo Império

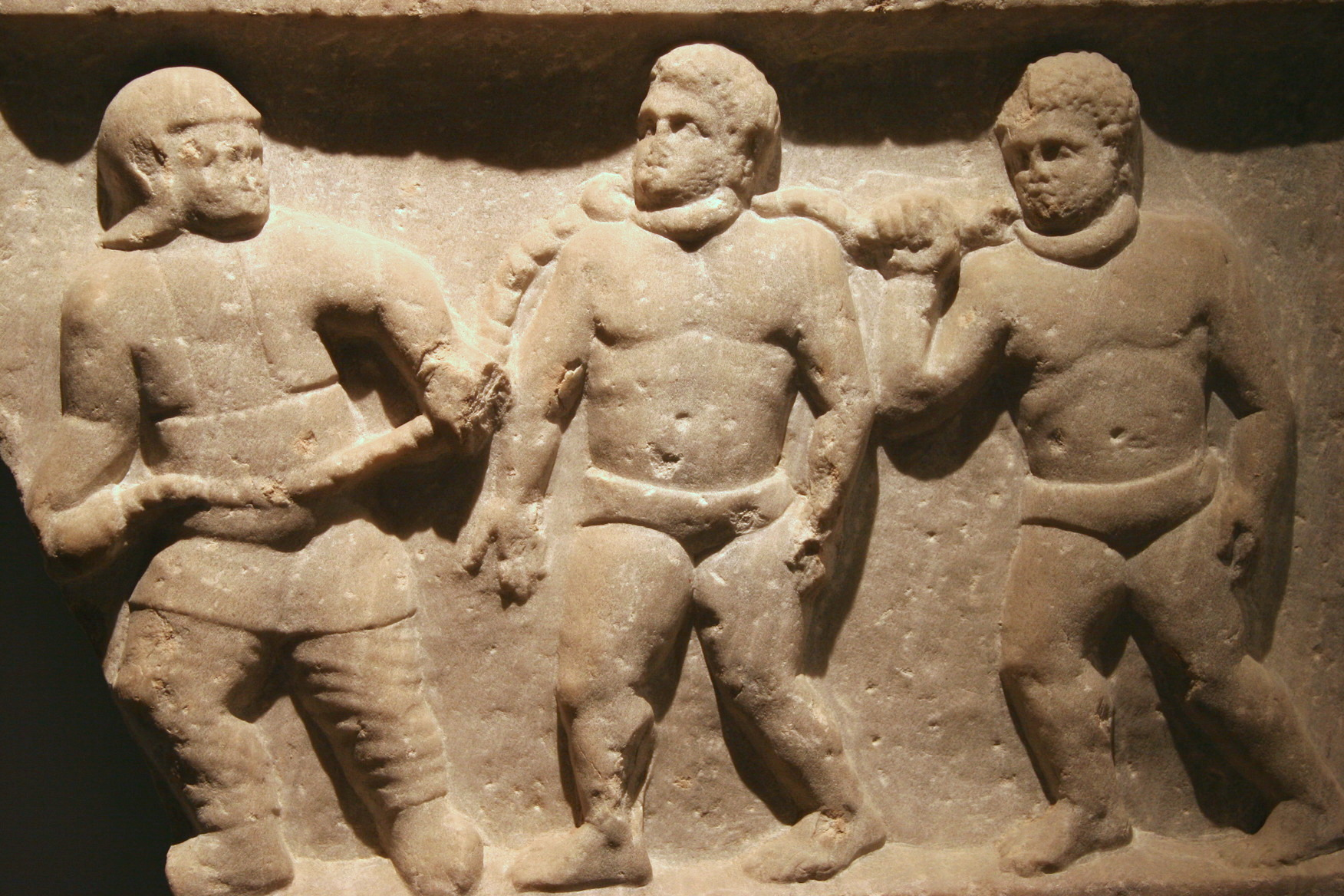
Soldado romano conduzindo cativos acorrentados,
Relevo de Smyrna (atual Izmir, Turquia)

A quantidade de escravos foi reduzida com a adoção cada vez mais frequente do Colonato.
Também ocorreram revoltas (Bagaudas).
No século IV, o Império Romano oficializou o cristianismo (Édito de Tessalónica), sem mudar o princípio da escravidão.
Com a queda do Império Romano, a escravidão perdurou, mas houve um regresso a uma economia essencialmente rural, na qual a servidão medieval substituiu a escravidão.

## Cifras
Um dos maiores centros de venda de escravos encontrava-se na ilha de Delos.
- 150 000 escravos Epirotas em 167 a.C.
- 150 000 escravos Cimbros e Teutões em 104 a.C.
- 50 000 escravos durante a tomada de Cartago.
- De 400 000 a 1 milhão de escravos depois da guerra das Gálias de Júlio César[11][12]
- 150 000 escravos amotinam-se com Espártaco em 73 a.C.